# Sigurd Agrell
Per Sigurd Agrell (ur. 16 stycznia 1881 w Rämmens w Värmland w Szwecji, zm. 19 kwietnia 1937 w Lund) – szwedzki poeta i badacz run i innych znaków tajemnych, slawista.
Uważany za ojca aspektologii. W 1921 został profesorem slawistyki uniwersytetu w Lund. Był autorem wielu publikacji językoznawczych, w tym: Aspektänderung und aktionsartbildung beim polnischen zeitworte, (1908) i Intonation und Auslaut im Slavischen, (1913); główna praca Przedrostki postaciowe czasowników polskich (w: „Materiały i Prace Komisji Językowej AU”, VIII 1918); prace z zakresu intonacji i akcentu w językach słowiańskich.